# Alte Kilianskirche (Assamstadt)

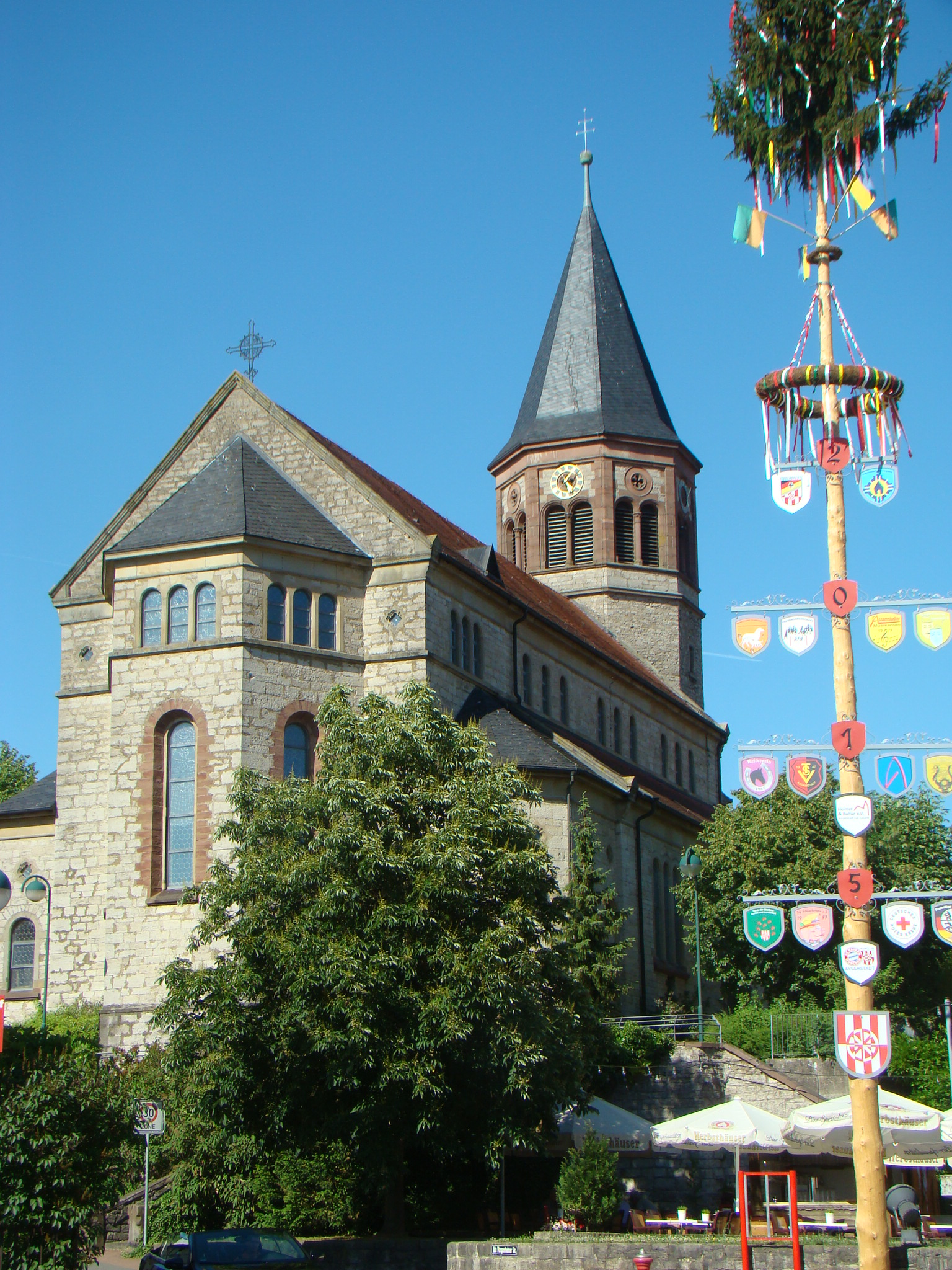
Alte Kilianskirche in Assamstadt (heute Gemeindezentrum)

Die römisch-katholische Alte Kilianskirche in Assamstadt im Main-Tauber-Kreis wurde im 12. Jahrhundert erstmals errichtet. Die Kirche steht in der Ortsmitte von Assamstadt und ist dem heiligen Kilian geweiht. Im 18. und 19. Jahrhundert folgten Erweiterungen. 1971/72 kam es zum Bau einer neuen Kilianskirche in Assamstadt. Seit 1994 dient die alte St.-Kilians-Kirche als Gemeindezentrum.

## Geschichte
Die Entstehung des unteren Teils des Turmes datierten auf das 12. Jahrhundert. Im Jahre 1450 wurde die Kirche erstmals urkundlich erwähnt. 1668 zerstörte ein großer Brand die Kirche. Erst von 1711 bis 1712 wurde eine neue Kirche im Barockstil erbaut. Von 1863 bis 1866 folgte eine Erweiterung, die einem völligen Neubau entsprach: Der Kirchenraum wurde um die Seitenschiffe erweitert, Emporen wurden eingebaut und der Altarraum wurde nach Westen verlegt.
1971/72 kam es schließlich zu einem Neubau der St.-Kilianskirche: Die barocken Figuren der Kirchenpatrone konnten ins neue Gotteshaus übernommen werden, die beiden Seitenaltäre sowie der Hochaltar brachte man nach Kupprichhausen, wo man sie heute noch in der Kirche sehen kann.
Ab 1973 stand die alte Kilianskirche leer. Nach erfolgreichen Umbauarbeiten dient sie seit 1994 als Gemeindezentrum.
Die alte Kilianskirche gehört zur Seelsorgeeinheit Krautheim-Ravenstein-Assamstadt, die dem Dekanat Tauberbischofsheim des Erzbistums Freiburg zugeordnet ist. Die Kirche ist ein Kulturdenkmal der Gemeinde Assamstadt und steht als solches unter Denkmalschutz.